# José Ramón Fontán
José Ramón Fontán González (Mos 1915 ,Vigo 1996) fue un político y abogado español, alcalde de Vigo durante el franquismo 

## Biografía
Licenciado por la Universidad de Santiago de Compostela en 1936. Contrajo matrimonio con María Rosa Domínguez Alonso tuvieron ocho hijos: Rosa María, Cristina, José Ramón, Manuel, Jacobo, Roberto, Carlos y Miguel. No ejerció la abogacía pasados unos años, fue procurador en las Cortes durante el franquismo en dos municipios provinciales.
Es nombrado Alcalde de Vigo en junio de 1963, sustituyendo al interino que a su vez sustituía a Salvador de Ponte y Conde de la Peña por defunción, su mandato duro solamente 15 meses.
Durante su mandato como alcalde de Vigo, consiguió la captación del agua del Río Oitavén para suministrar la ciudad de Vigo y así evitar los cortes de agua que eran constantes en la temporada de verano. También hizo las bases para construcción de varios colegios en Vigo.
Se firma la cesión de los terrenos del castillo de San Sebastián y del Castro por el Ejército al Ayuntamiento. Firman el alcalde José Ramón Fontán, el obispo José López Ortiz, el presidente de la Diputación de Pontevedra, Enrique Lorenzo Docampo, el gobernador civil y militar y el notario Alberto Casal. En el futuro en este solar se levantará la nueva sede del gobierno municipal.
El 28 de marzo de 1964, se realizó la cesión definitiva de los castillos de San Sebastián y de O Castro. En acto de la firma aparte de él en calidad alcalde de Vigo firman: el obispo José López Ortiz como el presidente de la Diputación de Pontevedra, Enrique Lorenzo como el gobernador civil y militar y el notario Alberto Casal Rivas.
En el solar del Castillo de San Sebastián se construirá con posterioridad la nueva sede del gobierno municipal.
El Ayuntamiento pagó por esas propiedades cuatro millones de pesetas en tres plazos al Regimiento de Infantería de Murcia N.º 42, que se repartía entre los dos castillos y el Palacio de Justicia de la calle del Príncipe, estos pasaron al recién construido cuartel de Barreiro, también hoy desaparecido.
Aficionado a los deportes náuticos, Presidente de Honor de la Federación Gallega de Vela, socio de Honor del Monte Real Club de yates de Baiona, Presidente de la Cruz Roja en Vigo desde 1974 a 1984.
En Vigo en la actualidad existe una calle en su honor.

## Obra literaria
Aparte de varios artículos sobre su gran afición a la náutica con el seudónimo de Codaste, escribió y editó el libro:
- Fontán González, Jose Ramón (1985). Don Cristóbal Colón súbdito de DªIsabel I de Castilla y gallego de nación. Artes Gráficas Galicia.